# Rhodon (Père de l'Église)
Pour les articles homonymes, voir Rhodon.
Rhodon était un Père de l'Église du IIe siècle que nous ne connaissons plus que par trois fragments conservés par Eusèbe.
Selon Eusèbe, il était « asiatique de naissance. » Lui-même nous dit qu'il avait fréquenté, à Rome sans doute, l'école de Tatien.
Son ouvrage principal était une réfutation de Marcion, où il devait également parler d'Apelle et d'autres hérétiques encore moins connus comme Synéros. Rhodon avait connu Apelle dans sa vieillesse et le principal intérêt des fragments que nous transmet Eusèbe est qu'il y évoque justement les discussions qu'il avait eues avec le vieil hérétique qui fréquentait peut-être le groupe de Tatien. Cela suffit à nous faire regretter la perte de son ouvrage.
Rhodon aurait également composé un commentaire sur l'Hexaméron dont il ne reste aucune trace et qui n'était peut-être qu'une partie de son ouvrage anti-hérétique réfutant Apelle. Selon un autre fragment, Tatien aurait laissé un recueil de « problèmes », relevant des points difficiles ou obscurs des Écritures et Rhodon aurait travaillé à la publication de leurs solutions. Il est douteux que cet ouvrage ait jamais paru.